# Jackie Pretorius
Jacobus „Jackie” Pretorius (ur. 22 listopada 1934 w Potchefstroom, zm. 30 marca 2009 w Johannesburgu) – południowoafrykański kierowca wyścigowy. Wziął udział w czterech wyścigach Formuły 1 rozgrywanych w Południowej Afryce. Zadebiutował 1 stycznia 1965 roku za kierownicą bolidu LDS Mk1 Teamu Pretoria. Nie zdołał się jednak zakwalifikować do wyścigu. Trzy lata później ponownie spróbował swoich sił, tym razem za kierownicą Brabhama BT11, lecz nie zdołał dojechać do mety. W 1971 w należącym do Team Gunston Brabhamie BT26A awarii uległ silnik. Dwa lata później wystartował bolidem Iso Marlboro FX3B zespołu Williams, jednak przegrzanie się bolidu ponownie uniemożliwiło osiągnięcie mety wyścigu.
Pretorius startował także w niezaliczanych do klasyfikacji generalnej wyścigach, najpierw za kierownicą Lotusa i Loli, po czym przesiadł się do konstrukcji Brabhama, w której wygrał wyścig dwukrotnie.
Jackie Pretorius zmarł w Johannesburgu 30 marca 2009 roku, po trzech tygodniach przebywania w śpiączce. Padł on ofiarą ataku rabusiów. Jego żona, Shirley zginęła w podobnym incydencie kilka lat wcześniej.

## Wyniki w Formule 1
| Legenda oznaczeń w tabelach wyników Wyświetl szablon na nowej stronie | Legenda oznaczeń w tabelach wyników Wyświetl szablon na nowej stronie                                                                     |
| Oznaczenie                                                            | Wyjaśnienie |
| --------------------------------------------------------------------- | --- |
| Złoty                                                                 | Zwycięzca lub mistrzostwo |
| Srebrny                                                               | 2. miejsce lub wicemistrzostwo |
| Brązowy                                                               | 3. miejsce lub II wicemistrzostwo |
| Zielony                                                               | Ukończył, punktował (w klasyfikacji generalnej, gdy zdobył co najmniej jeden punkt na przestrzeni sezonu, poza trzema powyższymi opcjami) |
| Niebieski                                                             | Ukończył, nie punktował (w klasyfikacji generalnej, gdy nie zdobył co najmniej jednego punktu na przestrzeni sezonu)                      |
| Czerwony                                                              | Nie zakwalifikował się (NZ) |
| Czerwony                                                              | Nie prekwalifikował się (NPK) |
| Różowy                                                                | Nie ukończył (NU) |
| Różowy                                                                | Niesklasyfikowany (NS) (w klasyfikacji generalnej, gdy nie został sklasyfikowany w żadnym wyścigu sezonu)                                 |
| Czarny                                                                | Zdyskwalifikowany (DK) |
| Czarny                                                                | Wykluczony (WYK/EX) |
| Biały                                                                 | Nie wystartował (NW) |
| Biały                                                                 | Kontuzjowany (K/INJ) |
| Biały                                                                 | Wyścig odwołany (OD/C) |
| Bez koloru                                                            | Został wycofany (WYC/WD) |
| Bez koloru                                                            | Nie przybył (NP/DNA) |
| Bez koloru                                                            | Nie brał udziału w treningach (NT/DNP) |
| Bez koloru                                                            | Nie został zgłoszony (–) |
| Pogrubienie                                                           | Start z pole position |
| Kursywa                                                               | Najszybsze okrążenie wyścigu |
| †                                                                     | Nie ukończył, ale jego rezultat został zaliczony ze względu na przejechanie więcej niż 90% dystansu wyścigu.                              |
| *                                                                     | Sezon w trakcie |
| 1/2/3                                                                 | Punktowana pozycja w sprincie |
| Lista systemów punktacji Formuły 1                                    | |

| Rok  | Zespół                     | Bolid                     | Silnik        | 1      | 2     | 3      | 4     | 5     | 6     | 7     | 8     | 9     | 10    | 11    | 12    | 13    | 14    | 15    | Pozycja | Punkty |
| ---- | -------------------------- | ------------------------- | ------------- | ------ | ----- | ------ | ----- | ----- | ----- | ----- | ----- | ----- | ----- | ----- | ----- | ----- | ----- | ----- | ------- | ------ |
| 1965 | Jackie Pretorius           | LDS Mk 1                  | Alfa Romeo R4 | RPA NZ | MON - | BEL -  | FRA - | GBR - | HOL - | GER - | ITA - | USA - | MEX - |       |       |       |       |       | NS      | 0      |
| 1968 | Team Pretoria              | Brabham BT11              | Climax R4     | RPA NS | ESP - | MON -  | BEL - | HOL - | FRA - | GBR - | GER - | ITA - | CAN - | USA - | MEX - |       |       |       | NS      | 0      |
| 1971 | Team Gunston               | Brabham BT26A             | Cosworth V8   | RPA NU | ESP - | MON -  | HOL - | FRA - | GBR - | GER - | AUT - | ITA - | CAN - | USA - |       |       |       |       | NS      | 0      |
| 1973 | Frank Williams Racing Cars | Iso-Marlboro Politoys FX3 | Cosworth V8   | ARG -  | BRA - | RPA NU | ESP - | BEL - | MON - | SWE - | FRA - | GBR - | HOL - | GER - | AUT - | ITA - | CAN - | USA - | NS      | 0      |